# الأهرام العربي (مجلة)
الأهرام العربي هي مجلة سياسية أسبوعية تصدر في القاهرة، بمصر. وتمتلك دار نشر المجلة أيضًا صحيفتي الأهرام والأهرام ويكلي، وهما من أكبر وسائل الإعلام في البلاد.

## التاريخ والملف الشخصي
أُطلقَت المجلة في عام 1997. تصدر عن دار الأهرام للنشر، وهي واحدة من 19 إصدارًا لها.
اعتبارًا من عام 2005 أصبح ممدوح الولي رئيس مجلس إدارة المجلة الأسبوعية التي يقع مقرها الرئيس في القاهرة. أسامة سرايا هو أحد رؤساء تحرير المجلة السابقين. شغل المنصب حتى تموز 2005. عُين أشرف بدر مهدي رئيسًا لتحرير المجلة في آب 2012. تولى خالد توحيد منصب رئيس التحرير في تموز 2014.
على عكس صحيفة الأهرام ، فإن صحيفة الأهرام العربي لديها موقف نقدي فيما يتعلق بسياسات الحكومة المصرية. بالإضافة إلى ذلك، تحتوي المجلة على آراء معادية للصهيونية. وتمنح المجلة الأسبوعية، على الرغم من كونها أسبوعية سياسية، جوائز لأبرز الشخصيات الرياضية العربية ووسائل الإعلام الرياضية.

## المحتوى
في أعقاب هجمات 11 سبتمبر مباشرة، صرَّحت صحيفة الأهرام العربي في 4 تشرين الأول 2001 أن الولايات المتحدة تعاني من نتائج أفعالها، وهو ما أعطى نظرة سلبية ووصمها بالإرهابية في وسائل الإعلام الأمريكية. وأضافت المجلة أنه مع انهيار "مدينة العولمة (مدينة نيويورك) سوف تُدفن نظرية العولمة". ولكن في آذار 2013، غيرت المجلة اتجاهاتها، وزعمت المجلة أن ثلاثة من القادة العسكريين لحماس مسؤولون عن مقتل الجنود المصريين في رفح في آب 2012، في تصريح لم يُوافق التحقيقات الأوروبية. وردت المجلة أن هذا الادعاء استند إلى تقرير أحد أعضاء جهاز المخابرات العامة المصرية.

## الحظر
حُظرَت صحيفة الأهرام العربي من السلطات السودانية في أيلول 2012 بسبب التقرير الذي تناول هجرة المواطنين السودانيين إلى ليبيا ودول أخرى.

## طالع أيضًا
- قائمة المجلات في مصر

## روابط خارجية
- الموقع الرسمي